# 山に抱かれて
「山に抱かれて」（やまにだかれて）は、1994年7月21日に発売された小椋佳のシングル。
表題曲は元々、1993年の『第44回NHK紅白歌合戦』のオリジナルソングとして制作されたものであり、番組内で出場歌手と小椋（ゲスト）で表題曲が大合唱される演出があった。ちなみに、小椋は翌年の『第45回NHK紅白歌合戦』には正式出場歌手として出演している（初出場）。1994年6月 - 7月には、NHKの音楽番組「みんなのうた」で放送された。映像は、鹿児島県屋久島の山で撮影が行われた。

## 収録
1. 山に抱かれて
  - 作詞・作曲：小椋佳